# Province de Bắc Kạn
Bắc Kạn est une des provinces de la région du Nord-est du Viêt Nam.

## Administration
La province de Bắc Kạn se compose de la ville de Bắc Kạn et des 7 districts suivants:
- Ba Bể
- Bạch Thông
- Chợ Đồn
- Chợ Mới
- Na Rì
- Ngân Sơn
- Pác Nặm